# Franciszek Firlik
Franciszek Firlik ps. Orliński (ur. 17 stycznia 1909 w Bronowie, zm. w czerwcu 1941) – polski biolog, instruktor Związku Harcerstwa Polskiego, komendant wielkopolskich Szarych Szeregów.

## Życiorys
Syn listonosza Jana Firlika i jego żony Marii z domu Hołysz. Po ukończeniu w 1924 roku szkoły wydziałowej w Poznaniu kontynuował naukę w czteroletnim seminarium nauczycielskim, a następnie przez rok pracował w szkole w Zbąszyniu. W 1929 roku powrócił do Poznania, gdzie uczył w szkole powszechniej, w 1931 roku został powołany do trwającej dwa lata służby wojskowej. Po przejściu do rezerwy uzupełniał wykształcenie, w 1933 roku zdał egzamin dojrzałości i rozpoczął studia biologiczne na Wydziale Filozoficznym Uniwersytetu Poznańskiego. W 1937 roku obronił pracę magisterską i po uzyskaniu stopnia magistra filozofii w dziedzinie biologii ogólnej został powołany przez Kuratorium Okręgu Szkolnego Poznańskiego na stanowisko okręgowego instruktora przyrody, geografii i ogródków szkolnych.

### Działalność harcerska
W 1921 roku został przyjęty do XVI Poznańskiej Drużyny Harcerskiej im. gen. Józefa Bema, gdzie początkowo był przybocznym i drużynowym, a w 1929 roku został podharcmistrzem. Jego zaangażowanie i zdolności personalne sprawiły, że został zaangażowany w działalność Komendy Chorągwi Wielkopolskiej Związku Harcerstwa Polskiego (harcerzy). W 1930 roku został przybocznym Komendanta Chorągwi oraz wszedł w skład komisji prób instruktorskich, rok później awansował do stopnia harcmistrza i przydzielono mu funkcję wizytatora Komendy Chorągwi. Podczas kampanii wrześniowej będąc w stopniu podporucznika rezerwy przedostał się do Warszawy, a następnie powrócił do Poznania. Podczas akcji wysiedlania Polaków w styczniu 1940 roku został skierowany do Jędrzejowa, skąd przedostał się do stolicy, gdzie po nawiązaniu kontaktu z dowódcą Szarych Szeregów, harcmistrzem Florianem Marciniakiem przyjął pseudonim Orliński. Harcmistrz Marciniak mianował go na pierwszego komendanta zakonspirowanej Chorągwi Wielkopolskiej Związku Harcerstwa Polskiego, które nosiło kryptonim „Przemysław”. Został przez Związek Walki Zbrojnej skierowany do Poznania, gdzie rozpoczął budowę tajnych struktur harcerstwa. W pierwszych dniach czerwca 1941 roku został aresztowany i uwięziony w poznańskiej siedzibie Gestapo, znajdującej się w przedwojennym Domu Żołnierza. Nie został zdekonspirowany, a sam podczas niezwykle brutalnych tortur nikogo nie wydał. Prawdopodobnie wkrótce został zamęczony lub rozstrzelany w nieznanym miejscu. Data śmierci i miejsce pochówku nie są znane. W dowód odwagi i męstwa pośmiertnie w dniu 11 listopada 1941 roku odznaczono Franciszka Firlika Srebrnym Krzyżem Zasługi z Mieczami i Krzyżem Walecznych.